# 燧發槍

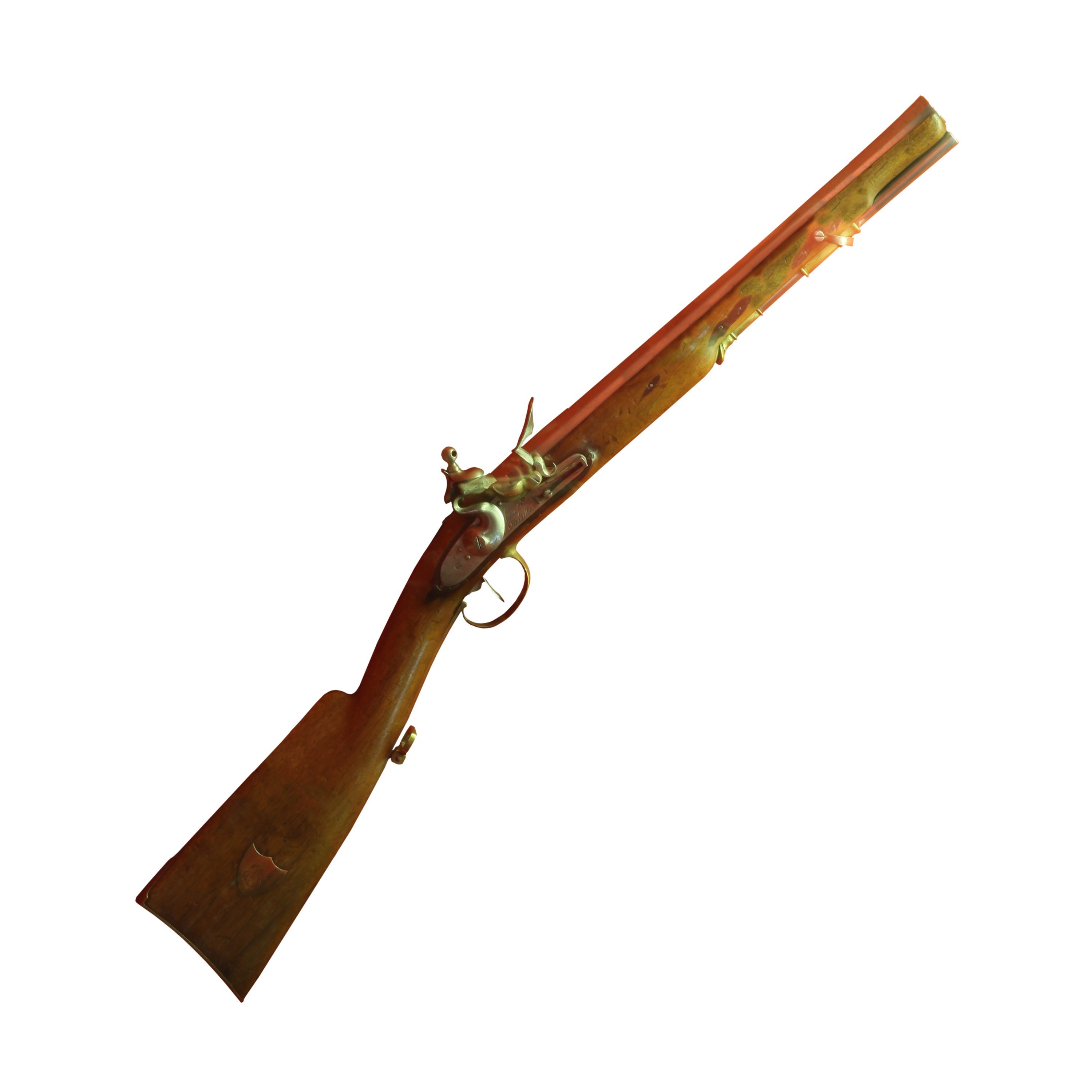
燧發槍

燧發槍（英語：Flintlock）是一類存在於17-19世紀的槍械，包括燧發滑膛槍、燧發手槍、燧發線膛槍（來福槍）。燧發槍是由法國於17世紀發明的，燧發槍出現後，很快就取代了之前的火繩槍、簧輪槍以及較原始的燧發槍。燧發槍統治了槍械界長達兩個世紀，深刻地影响了人类军事历史，直到19世紀才被採用擊發式點火的槍械逐步取代。

## 歷史

燧發槍開火時會擦出火花

原始的燧發擊發裝置，如狗鎖式（doglock）、燧發機（snaphance）、彈簧槍械等早在16世紀就出現了，而真正意義上的燧發槍則是由法國於17世紀早期發明，而具體的發明者和發明年份則不得而知。目前比較流行的說法認爲燧發槍是法國諾曼底藝術家、槍匠、琴師以及發明家馬蘭·勒·布爾喬亞（Marin le Bourgeoys）於1620年發明的。勒·布爾喬亞設計的燧發擊發裝置成爲了後來燧發槍的標準，很快就取代了之前的擊發裝置。燧發槍之後統治了槍械界整整兩個世紀，直到19世紀早期才被新出現的雷管槍（使用擊發式點火）逐步取代。